# 沙拉帕尼夫卡
48°29′29″N 28°52′41″E / 48.49139°N 28.87806°E
沙拉帕尼夫卡（烏克蘭語：Шарапанівка），是烏克蘭的村落，位於該國西南部文尼察州，由圖利欽區負責管轄，始建於1761年，面積5.41平方公里，海拔高度240米，2001年人口1,187。